# Ревнянське городище
Ревненське городище  – комплекс укріплених і відкритих поселень VIII-Х ст., розташованих на правому березі р. Прут, між Ревняком та його притокою Лищиком, рештки якого збереглися поблизу села Ревне. Один з перших урбанізаційних осередків у Верхньому Попрутті.

За результатами археологічних досліджень встановлено, що вказана поселенська структура була слов’янським ранньофеодальним містом, яке  виникло із общинної структури, і було одним із найбільших  адміністративно-оборонних,  культових  і  виробничих центрів хорватського «племінного князівства».

У вітчизняній історіографії прийнято вважати його безіменним. Водночас, в  арабських  середньовічних  джерелах  на  території  Східного  Прикарпаття  згадується місто Джарват або Хорват, як центр хорватів. Виходячи  із  потужності  оборонних  конструкцій  дитинця,  наявності  значного ремісничого  посаду  та  широкої  сільської  округи,  в наукових колах схиляються до думки,  що  цим  центром є безіменне місто на Пруті (Ревненське городище).

## Поселення білих хорватів
У результаті археологічних досліджень встановлено, що поселення білих хорватів зародилися в цьому місці у VIII ст.
 
Найстаршим з них, на думку дослідників, є густо забудоване ремісниче поселення в урочищі Царина, розташоване на великому (850 х 450 м) але невисокому (15-20 м) мисі. Тут було розкопано напівземляночні житла з печами-кам'янками, що належать до ранньої пори Лука-Райковецької слов'янської культури (VIII ст.), а також ремісничу майстерню з кам'яним робочим майданчиком і двома печами-кам'янками (ІХ ст.).
  
В ІХ ст. більша частина Царини (450 х 450 м) була огороджена дерев'яними стінами (від яких збереглися канавки — відбитки на старовинній поверхні нижніх колод, віднайдених під насипом валу Х ст).

На сусідньому, більш високому, мисі (урочище Городище) в ІХ ст. виник общинний центр (600 х 400 м), зі всіх сторін огороджений невисоким земляним валом, укріпленим дерев'яною стіною з горизонтально викладених колод, скріплених вертикальними стовпами. Із зовнішнього боку стіна підсилювалася глиняним насипом. З внутрішньої розташовувались великі наземні самані громадські будівлі (в т.ч. контина - поганський храм у давніх слов'ян),в яких відбувалися збори общинників, проводилися святково-обрядові церемонії тощо.

Наявні археологічні матеріали вказують на те, що Ревнянський комплекс у ІХ ст. складався з великого поселення-сховища в урочищі Городище, яке слугувало також прихистком для общинної знаті під час воєнної загрози, та ремісничого укріпленого поселення в урочищі Царина.

## Місто Великої Хорватії
На рубежі ІХ-Х ст. почав змінюватися характер ревнянського об'єднання поселень, з яких почало формуватися повноцінне ранньофеодальне місто, яке станом на Х ст. займало значну територію (в діаметрі більше 2,5 км).

У цей час було спалено всі споруди (включно з оборонними смугами) в урочищі Городище, де натомість збудували нову фортецю-дитинець. Крім того, місто формувалося за рахунок укріпленого ремісничого поселення (урочище Царина), сільськогосподарської округи у сладі мінімум п'яти селищ (урочища Гевда, Лищик, Микулинка, Підгородище та Царина) та могильника.

### Фортеця-дитинець
У першій половині Х ст. в урочищі Городище постав дитинець, конструкція оборонних стін якого та особливості забудови внутрішнього двору довзволяють визначити цей єдиний житлово-оборонний комплекс як типове поселення воєнно-феодальної знаті.

Нова дерев'янно—земляна фортеця за площею була дещо меншою за укріплення ІХ ст., але мала значно більші оборонні характеристики.

Її центральну частину (300 х 160 м) огороджувала оборонна смуга (близько 80 см), утворена з трьох укріплених ліній. Головна, яка безпосередньо оточувала центр, складалася з валу—платформи (висота - 0,4-0,5 м; ширина - 3 м) та дерев'яної городні. Розміщенні в ній, пустотілі клітки (1,5 х 2,5; 1,8 х 2,5 м) використовувались як бойові камери для воїнів. Із зовнішнього боку укріплення підсилювалося кам'яними крепідами.

Безпосередньо до цієї укріпленої лінії, з середини, примикали житлово-господарські споруди (в середньому 3 х 4 м), які розташовувалися вздовж валу з певним інтервалом (1-3 м), залишаючи доступ до оборонних зрубів. На цьому місці було виявлено залишки спорядження (залізні наконечники стріл, уламки шпор тощо). Вказані споруди, в яких проживали дружинники, були двох типів: звичайні для Х ст. напівземляночні житла стовпової конструкції з печами-кам'янками, та дво-ярусні зруби (верхній ярус - житло, яке опалювалося кам'яним вогнищем, нижній - господарське приміщення, що було заглиблине у ґрунт).

У глиб дитинця, на відстані 5-10 м, на укріпленому майданчику городища знаходилися зрубові споруди (площою не менше 30 m²) з великими прямокутними підвалами, призначеними для зберігання продовольства (у т.ч. зібраного у вигляді данини).

### Ремісниче поселення
В процесі формуванням на базі ревнянських поселень структури міського типу, значно розвинулося й ремісниче поселення в урочищі Царина.

Було проведено реконструкцію його укріплень. На місці старих дерев'яних стін, було насипано земляний вал, на якому споруджено частокіл.

Водночас, на укріпленому майдані з'явилися ремісничі майстерні з більш досконалим обладнанням. Так, під час розкопок (1977) у центрі поселення було виявлено землянку—майстерню (6 х 5 м), у якій розміщувалися два кам'яні робочі майданчики з відкритими вогнищами біля них і три печі, вмонтовані в материкові стіни.

### Сільськогосподарська округа
У X ст. значно розширилися межі сільськогосподарської округи, яка складалася з неукріплених селищ. Під стінами дитинця розташовувалися синхронні поселення (урочища Городище та Підгородище або Ревняк), в яких проживали рядові воїни та люди, які обслуговували ранньофеодальну знать.

На східній околиці міста (на правому березі Лищика) розташувалося одне з сільськогосподарських селищ, топонімом якого слугувала назва струмка.

На лівому березі Ревняка, між Підгородищем та ремісничим поселенням, розміщувалося селище Гевда. Навколо ремісничого поселення - селище Царина, а за ним - селище Микулинка.

На південній околиці міста, за урочищем Микулинка, знаходилося язичницьке святилище, а неподалік кладовище і спеціальне місце, де відбувалася кремація покійників.

## Занепад старовинного міста
Перші спроби, як свідчать літописи, приєднати білих хорватів до київської держави здійснював (907) ще Віщий Олег. Його справу наприкінці Х ст. продовжив Володимир Великий, проводячи політику одержавлення і офіційної християнізації цих земель. Наміри зробити це мирним  шляхом зазнали невдачі, хорвати не дуже приязно сприйняли ідею об’єднання з Києвом, тим більше, що насаджувана релігія йшла у розріз із їхньою прадавньою язичницькою. У зв’язку з цим подальше підкорення цих земель відбувалося силою зброї.

Перший похід, як зазначає Василь Татіщев, відбувся у 992 р.:
|  | …Владимір ходіл ко Днєстру со двемя єпископи, много людей крести і построіл в землі Червенской град во своє імя Владимірь і церковь пресвятия Богородиці созда, оставя ту єпископа Степана и возвратися с радостію… |

Наступного року, за руським літописом, щоб остаточно зламати опір місцевої феодальної верхівки:
|  | …Владимір ходіл на Семіградску і Хорватску землі, і, многі побєди одєржа і покорив, возвратися со множеством плєна і богатства і прішел в Кієв со славою велікою… |

На думку багатьох дослідників, вирішальна битва між білими хорватами і дружиною київського князя відбулася неподалік Ревненського городища, в полі на лівому рівнинному березі Прута.

Битву хорвати програли і, відступаючи, самі запалили місто. Про те, що люди, поспішаючи, покидали помешкання, говорять окремі знахідки побутових речей і обгорілого зерна, яке не встигли захопити із собою. Володимир не став переслідувати військо хорватів, бо змушений був повертатися до Києва, куди поспішали печеніги, які скористалися його  відсутністю:
|  | …прішедшю бо єму с войни хорватския, і сє печенєзі прідоша по оной сторони Сули… |

Саме наприкінці Х ст. у результаті «хорватського походу» Володимира Святославовича ранньосередньовічне місто на Пруті було зруйноване. Життя в ньому не відновлювалося і воно припинило існування. Залишився тільки ремісничий посад, який за площею значно скоротився, а також невеликі землеробські селища в околицях.
Щоб утримати в покорі місцеве населення і не допустити  відновлення сепаратистських настроїв, Володимир навколо поруйнованого міста на віддалі кількох кілометрів спорудив три укріплення, в яких постійно  перебували військові гарнізони (Горішні Шерівці, Коростувата, Цецино).

## Археологічні дослідження
Комплекс поселень в районі Ревного був виявлений Борисом Тимощуком у  середині 40-х рр. ХХ ст., але час функціонування його встановити тоді не вдалося.
 
Значні дослідження у цій місцевості почалися з розвідкових розкопок 1972 р. експедицією Чернівецького краєзнавчого музею, що дозволило Б.О.Тимощуку визначити хронологію пам’ятки, встановити характер оборонних ліній городищ і провести розвідкові шурфування на неукріплених  поселеннях.
 
Протягом 1970-80-х рр. у результаті роботи археологічних експедицій були досліджені городище-сховище VIII–ІХ ст., городище-князівська фортеця ІХ–Х ст., посад ранньослов’янського міста (урочище Царина) та п’ять  приміських сіл в урочищах Микулинка, Рівняк, Лищик, Вверетенникове, Герда.

Активно вивчала старожитності Ревного також Ірина Русанова, а саме – відкриття поселення, садиби індивідуальних господарів, язичницький могильник тощо.
 
Починаючи з 1977 р., археологічні розкопки в Ревному продовжив Любомир Михайлина. Під його керівництвом досліджені посад міста в урочищах Городище та Царина, могильник, язичницьке святилище на поселенні Микулинка.

У результаті багаторічних досліджень Л.П.Михайлина зміг перейти від накопичення археологічного матеріалу в рамках одного регіону до його узагальнення в межах поширення культури Луки-Райковецької, залучаючи при цьому матеріали Ревнянського гнізда поселень.

У різні періоди досліджень у Ревному працювали українські науковці С.Пивоваров, Ю.Мисько, М.Филипчук, Б.Томенчук та І.Возний, які у своїх статтях аналізують  накопичений раніше матеріал, детальніше розглядають окремі аспекти  Ревнянських старожитностей.